# Angriff auf Tiflis Pride 2021
Der Angriff auf Tiflis Pride 2021 war eine gewalttätige Gegendemonstration rechtsextremer Demonstranten gegen die LGBT-Pride-Woche und ihren Veranstalter, die Organisation „Tbilisi Pride“, in Tiflis, Georgien. Die Gegendemonstrierenden versuchten, die Durchführung der Proteste zu verhindern, und attackierten dabei dutzende Journalisten, welche über die Geschehnisse berichteten. Dies führte zunächst zu vier Standortwechseln, ursprünglich sollte die Parade auf dem Rustaweli-Boulevard beginnen, und schlussendlich zur Absage der Veranstaltung.
Am zweiten Tag gingen zahlreiche Medienvertreter und politische Parteien gemeinsam mit Tbilisi Pride auf die Straße. Auch hier kam es wieder zu gewalttätigen Gegendemonstrationen.

## Hintergrund
Am 16. Mai 2021, einen Tag vor dem Internationalen Tag gegen Homo-, Bi-, Inter- und Transphobie, unterzeichneten 15 Parteien, inklusive der Vereinten Nationalen Bewegung, der größten Oppositionspartei Georgiens, eine Vereinbarung mit Tbilisi Pride, in der sie ihre Absicht bekundeten, „mit allen ihnen zur Verfügung stehenden Mitteln für die Beseitigung von Diskriminierung und Gewalt gegen LGBTQ-Bürger zu kämpfen.“ Tbilisi Pride beschrieb sie als „in Georgien historische Vereinbarung über LGBTQI-Rechte.“
Am 17. Juni sagte Irakli Kobachidse, Parteiführer der Regierungspartei Georgischer Traum, dass es „unverünftig“ sei, die Pride-Veranstaltungen „in Anbetracht der gegenwärtigen Situation im Land und des Kontexts“ durchzuführen. Er fügte außerdem hinzu, dass dies seine persönliche Ansicht sei.
Botschaften der Europäischen Union, des Vereinigten Königreichs, der USA und anderer Staaten forderten die georgische Regierung auf, den Aktivisten die geplante Ausführung der Pride-Woche zu ermöglichen. Am 28. Juni richteten sich 28 Mitglieder des Europäischen Parlaments in einem offenen Brief an den georgischen Innenminister, Wachtang Gomelauri, und baten ihn, die Parade, falls nötig, durch Polizeikräfte schützen zu lassen. Der Sprecher des georgischen Parlaments und Mitglied der Regierungspartei Georgischer Traum, Kacha Kuchava, sagte in einem Interview, dass der Staat verpflichtet sei, „die Ordnung, Sicherheit und Meinungsfreiheit zu schützen“, und betonte, dass die Exekutivorgane sicherstellen müssten, dass weder auf den Pride-Veranstaltungen selbst noch auf den Gegendemonstrationen Gewalt stattfindet. Einen Tag später äußerte sich der Bürgermeister der Hauptstadt Tiflis, ebenfalls Georgischer-Traum-Mitglied, Kacha Kaladse, gegenüber Reportern zu der geplanten Pride-Woche. Er halte die Durchführung der Veranstaltung generell für unangebracht, da „spezifische Gruppen die Situation auf beiden Seiten ausnutzen könnten“, obwohl „die Meinungsfreiheit in diesem Land“ geschützt sei.
Am 29. Juni veröffentlichte die Georgische Orthodoxe Kirche eine Erklärung, in der sie die Mitglieder der Arbeitsgruppe des Europäischen Parlaments zu LGBTQ-Fragen und Botschaftsleiter in Georgien dazu aufriefen, „die Unterstützung und Förderung von Tbilisi Pride“ zu unterlassen. Außerdem forderte sie die georgische Regierung dazu auf, „die Destabilisierung des Landes und des öffentlichen Lebens“ zu verhindern. Sie sagte, Tbilisi Pride propagiere eine „untraditionelle Lebenshaltung unter dem Deckmantel der Menschenrechte“, und dass die Kirche „Hass und Gewalt, egal an wen gerichtet, als unakzeptabel“ ansehe, aber auch „Stolz auf Sünde und den Versuch, andere Menschen zu beeinflussen“ ablehne. Laut diesem Statement brächten die Aktivitäten der Tbilisi Pride „westliche Werte“ in Georgien in Verruf, und es sei nötig zu bekräftigen, dass europäische Demokratie nicht gegen die Lebenseinstellung und die religiösen Gefühle der Bevölkerungsmehrheit verstoße. Auch andere religiöse Organisationen im Land wie die Administration aller Muslime Georgiens, die Große Synagoge in Tiflis und die Diözese der Armenisch-Apostolisch-Orthodoxen Kirche in Georgien brachten jeweils ihre Ablehnung der Pride-Woche zum Ausdruck.
Am 1. Juli fand die erste dreier geplanter Veranstaltungen im Rahmen der Pridewoche statt. Es wurde ein Film vorgestellt, der von den Ereignissen des ersten Tbilisi Pride im Jahr 2019 handelte. Schon diese Vorführung zog eine hohe Anzahl von Demonstranten an. Laut Angaben des georgischen Innenministeriums seien 650 Polizeibeamte mobilisiert und 23 Protestierende verhaftet worden. Zusammen mit Tbilisi-Pride- und Shame-Movement-Aktivisten, Co-Organisatoren der Pridewoche, wohnten auch Diplomaten aus Großbritannien, Frankreich, Deutschland, Israel, den USA und anderen Ländern dem Filmvorführung bei. Tbilisi Pride berichtete, dass der Repräsentant der US-amerikanischen Botschaft von einem der Gegendemonstranten mit Eiern beworfen wurde, was später von Medienberichten bestätigt wurde.

## Angriff auf Tiflis Pride
Der „Marsch der Würde“ wurde von Tbilisi Pride als Abschlussveranstaltung für die Pridewoche angekündigt. Ursprünglich sollte er um 18:00 Uhr Ortszeit auf dem Rustaweli-Boulevard beginnen.
Parallel zum „Marsch der Würde“ wurden von seinen Gegnern zwei Veranstaltungen geplant. Die Georgische Orthodoxe Kirche rief zu einer öffentlichen Gebetsversammlung an der Kaschweti-Kirche um 17:00 Uhr auf, während konservative Gruppen sich bereits um 10:00 Uhr versammelten, um den Rustaweli-Boulevard zu blockieren und somit auch die Parade zu verhindern. Auch einige orthodoxe Priester schlossen sich den Gegenprotesten an.
Die Gegendemonstranten versammelten sich schon früh morgens im Garten des 9. April, einer Parkanlage in Tiflis. Von dort aus begaben sie sich zum Parlamentsgebäude, wo die Anführer der Gegenbewegung vor Publikum Reden hielten. Einige Pride-Gegner zerstörten Zelte, die dort von den politischen Oppositionsparteien in den Monaten zuvor aufgebaut worden waren, da diese entgegen der Position der georgischen Regierung mit Tbilisi Pride eine Vereinbarung zu LGBT-Rechten unterschrieben hatten. Sie rissen die EU-Flagge herunter, wozu Surab Macharadse, eine der führenden Persönlichkeiten unter den Gegenprotestanten, sagte, dass die Flagge unten bleiben werden, „bis Botschafter hierher kommen und sich dafür entschuldigen, dass sie Päderastie unterstützen.“ Stattdessen stellte er ein Kreuz vor dem Parlament auf, welches dafür stehe, dass „die Gesetze in diesem Land in getreu christlicher Moralvorstellungen“ geschrieben werden.
Der Premierminister Georgiens, Irakli Gharibaschwili, mahnte die LGBT-Aktivisten mehrmals, auf die Durchführung des „Marsches der Würde“ zu verzichten, da dieser sonst zu Unordnung führen würde. In einer Fernsehansprache forderte er sie auf, sich entweder für einen der, vom Innenministerium vorgeschlagenen, alternativen Veranstaltungsorte zu entscheiden oder den laut Gharibashvili „unvernünftigen“ Plan überhaupt nicht weiterzuverfolgen. Gharibashvili warnte, dass er negative Reaktionen eines großen Teils der georgischen Bevölkerung provozieren würde. Er beschuldigte die „radikale Opposition“ und den im Exil lebenden Ex-Präsidenten, Micheil Saakaschwili, hinter dem Marsch zu stehen, um das Land zu destabilisieren und Chaos zu verursachen. Andererseits gab das Innenministerium erneut eine Erklärung ab, in dem es einen solchen Marsch im öffentlichen Raum als „zu riskant“ beschrieb und Tbilisi Pride aufforderte, ihn zu unterlassen oder die Veranstaltung komplett abzusagen. Dies wurde später vom Vorsitzenden der Partei Georgischer Traum und dem früheren Parlamentssprecher, Irakli Kobachidse, erneut bekräftigt.
Gegen Mittag drangen rechtsextreme Protestanten in das Tbilisi-Pride-Büro ein. Die Räumlichkeiten, auch von Shame-Movement-Organisatoren benutzt, wurden geplündert. Medienvertreter, die im Büro geblieben waren und über die Ereignisse berichteten, wurden gewalttätig angegangen. Einer der Journalisten, ein Kameramann des Senders TV Pirveli, Lekso Laschkarawa, wurde ein paar Tage später tot in seinem Zuhause aufgefunden. Laschkarawa wurde am Kopf schwer verletzt und anfängliche Medienspekulationen legten die Vermutung nahe, dass er an Folge dieser Verletzungen starb. Allerdings stellte eine Untersuchung seiner Todesumstände fest, dass er an einer Überdosis starb und aus dem Krankenhaus in stabilem Zustand entlassen worden war.
Gegendemonstranten kletterten auf den Balkon der Tbilisi Pride-Zentrale, rissen die dort hängende Regenbogenfahne ab und verbrannten sie. Körperliche Konflikte zwischen Medienvertretern und Gegenprotestanten brachen aus, wobei 53 berichterstattende Journalisten verletzt wurden. Im Laufe das Tages wurde berichtet, dass Jacek Kolankiewicz, einem 49-jährigen polnischen Touristen, mehrmals in die Brust gestochen wurde. Medien berichteten, dass der Grund für den Angriff Homophobie gewesen sei, da Augenzeugen berichteten, dass die Tat durch seine langen Haare, Tattoos und einen Ohrring motiviert war. Er wurde in kritischem Zustand ins Krankenhaus eingeliefert, aus dem er später als genesen entlassen wurde. Die Verwandten des Angreifers gaben an, er sei psychisch krank und habe motivlos einen ausländischen Bürger erstochen.

## Reaktionen
Die Präsidentin Georgiens, Salome Surabischwili, besuchte die betroffenen Medienvertreter im Krankenhaus und drückte ihre Solidarität mit ihnen aus. Die Botschaften Bulgariens, Deutschlands, Estlands, Finnlands, Frankreichs, Griechenlands, Irlands, Israels, Italiens, Lettlands, Litauens, der Niederlande, Norwegens, Spaniens, Schwedens, Österreichs, der USA, des Vereinigten Königreichs, der Beobachtermission der Europäischen Union, der EU-Repräsentation und der UN-Repräsentation in Georgien verkündeten ebenfalls ihre Unterstützung für Tbilisi Pride und die Journalisten.
Manche Kritiker warfen der Regierung vor, auf die Ereignisse mit unzureichenden Rechtsdurchsetzungsmaßnahmen reagiert zu haben, und sahen die Ursache hierfür in den „schwierigen Beziehungen der Regierung zu oppositionellen Medien“, weshalb die Gewalt gegen Journalisten mit zumindest impliziter Zustimmung stattgefunden haben soll. Zudem wurde von manchen eine Theorie entwickelt, laut der die Ereignisse des 5. Juli Teil eines „Anti-Medien-Kreuzzuges der Partei Georgischer Traum“ seien. Demnach wäre die Gewalt auf den Gegendemonstrationen also von der Regierungspartei intendiert gewesen, um die „freien Medien einzuschüchtern“.
Nino Lomdscharia, amtierende Verteidigerin Georgiens (Ombudsfrau), prangerte Premierminister Gharibaschwilis Rhetorik im Bezug auf die Proteste an. Während eines Treffens mit Präsidentin Surabischwili betonte sie außerdem, dass „die Täter für organisierte Gruppengewalt rechtlich verfolgt werden sollten“.
In Folge des Todes des Kameramanns Lesko Laschkarawa und seiner anschließenden Beerdigung pausierten vier private georgische Fernsehsender (Mtawari Archi, TV Pirweli, Formula TV und Kavkasia) aus Protest für 24 Stunden ihr Programm, beginnend am 14. Juli um 07:00 Uhr morgens. Sie wiederholten ihre Forderungen, Premierminister Gharibaschwili solle mit sofortiger Wirkung die Verantwortung für die Geschehnisse übernehmen und von seinem Amt zurücktreten.
Der russische traditionalistische Philosoph Alexander Geljewitsch Dugin, bekannt für seine regelmäßigen Gastauftritte auf der konservativen Medienplattform Alt-Info, kommentierte die Ereignisse folgendermaßen: „Die Georgier verändern durch ihr heldenhaftes Handeln das Gleichgewicht der Welt und berühren die Waage auf unserer Seite.“ Er merkte an, seine italienischen Freunde hätten ihm erzählt, dass die traditionelle italienische Aristokratie, inspiriert von „georgisch-orthodoxen Verteidigern der Menschenwürde“, begann zur Orthodoxie zu konvertieren, die sie als authentischere Fortsetzung der Tradition ansahen.

## Verhaftungen
Insgesamt wurden 102 Menschen, aufgrund ihrer Teilnahme an diesen Aufständen auf verschiedene Art und Weise, verhaftet; 68 davon wurden auf Bewährung freigelassen, der Rest inhaftiert. Die Regierung führte später noch weitere Festnahmen durch.

## Tod Lekso Laschkarawas
Am 11. Juli wurde der Journalist und Kameramann Lekso Laschkarawa, der für den Sender TV Pirweli arbeitete, tot in seinem Haus aufgefunden. Zuvor war berichtet worden, dass Laschkarawa einer der Journalisten war, die am 5. Juli von gewalttätigen Gegendemonstranten angegriffen wurden. Laschkarawa hatte schwere Kopfverletzungen erlitten, darunter gebrochene Gesichtsknochen und schwere Prellungen. Der Tod des Journalisten stieß öffentliche Spekulationen über die Todesursache an. Einige Medien kamen schnell zu dem Schluss, dass die Verletzungen der Grund für sein Ableben seien. Im Rahmen einer Beratung des Innenministeriums am 12. Juli erklärte Mamuka Tschelidse, Leiter des Zentralen Kriminalpolizeiamts, eine chemische Untersuchung habe ergeben, dass verschiedene Drogen in Laschkarawas Körper nachgewiesen werden konnten, darunter Morphin, Codein, Tetrahydrocannabinol, Pentin und Monoacetylmorphin. Weitere forensische Untersuchungen wurden geplant und eine Autopsie wurde im Dezember 2021 veröffentlicht. Die Autopsie stellte fest, dass eine Gehirnerschütterung und eine Blutung im linken Augapfel zusammen mit zahlreichen Prellungen nicht die Todesursache waren. Stattdessen sei Laschkarawa an „akutem kardiovaskulärem und respiratorischem Versagen“ gestorben, „das als Folge einer Vergiftung mit der Droge Heroin aufgetreten ist“. Auch wurden Spuren von Morphin und einem anderen Opioid gefunden.
Am 11. Juli behaupteten Kommentatoren auf der konservativen Medienplattform Alt-Info, der Tod Lekso Laschkarawas könne von liberalen Gruppen geplant gewesen sein, um ihn als „heiliges Opfer“ zu nutzen und weitere Antiregierungsausschreitungen oder eine Farbrevolution anzustacheln. Einige Tage später beschuldigte der Konservative Levan Vasadze die US-Botschaftlerin Kelly Degnan, verantwortlich für den Tod Laschkarawas zu sein. Nika Gwaramia, Direktor des Fernsehsenders Mtawari Archi und ehemaliger Minister unter Micheil Saakaschwili, behauptete hingegen, der Autopsiebericht könne nicht als vertrauenswürdig angesehen werden, da die Regierung versuche, die Schuld an der Gewalt des 5. Juli von den Gegendemonstranten abzuwenden.